# Дубровинская, Наталия Вадимовна
Наталия Вадимовна Дубровинская (род. 3 июля 1936 года) — российский учёный-физиолог, член-корреспондент РАО (1993).
Ведущий научный сотрудник Института возрастной физиологии РАО.